# Traverella albertana
Traverella albertana is een haft uit de familie Leptophlebiidae. De wetenschappelijke naam van de soort is voor het eerst geldig gepubliceerd in 1931 door McDunnough.
De soort komt voor in het Nearctisch gebied.